# Уитворт, Джозеф
Джозеф Уитворт (англ. Sir Joseph Whitworth; 21 декабря 1803 — 22 января 1887) — британский инженер-механик, изобретатель, предприниматель и филантроп. Создал британский стандарт Уитворта для нарезки дюймовой трубной резьбы, внёс значительный вклад в машиностроение и военное дело, сконструировал винтовку Уитворта, которую часто называют «снайперской» из-за её точности и считают одним из самых ранних образцов снайперских винтовок.

## Детские годы жизни
Джозеф Уитворт родился в Стокпорте, сын Чарльза Уитворта, учителя прихожан конгрегации, в раннем возрасте проявил интерес к машиностроению. Получил образование в Айдл (Уэст-Йоркшир), пригороде Брадфорда, его способности к механике стали очевидными, когда он начал работать у своего дяди.

## Карьера
После окончания школы Уитворт стал учеником по найму у своего дяди Чарльза Халса, прядильщика хлопка Янтарного Завода в Окерторпе, в графстве Дербишир. Договор был заключён на четырёхлетний срок, после которого он работал ещё четыре года механиком на фабрике в Манчестере. Затем он переехал в Лондон, где нашёл работу в мастерской Генри Модсли, изобретателя токарно-винторезного станка, рядом с такими людьми, как Джеймс Несмит (изобретатель парового молота) и Ричард Робертс.
Уитворт показал отличные слесарные навыки работая на Модсли, улучшил точность многих прецизионных станков, а также улучшил схемы железного литья основания станков, которые увеличивали их жесткость и уменьшали их вес.
Уитворт также работал на компанию Holtzapffel & Co, производителя декоративных токарных станков и Джозефа Клемента. Во время работы в мастерской Клемента он участвовал в создании аналитической вычислительной машины Чарльза Бэббиджа, настраивал механизм разностной машины. В 1833 году он вернулся в Опеншо (Манчестер), чтобы начать свой собственный бизнес по производству токарных станков и других станков, известных своим высоким качеством и мастерством изготовления. С Уитвортом связано введение единицы измерения мил в 1844 году. В 1853 году вместе со своим другом на всю жизнь, художником и преподавателем живописи Джорджем Уоллисом (1811—1891), он был назначен британским представителем на международную выставку в Нью-Йорке. Они посетили многие промышленные объекты нескольких американских государств, и в результате их путешествия был сделан доклад: «Промышленность Соединенных Штатов, в машинах, мануфактурах, полезном и прикладном ремесле, составленная из официальных сообщений господ Уитворта и Уоллиса, Лондон, 1854» (англ. The Industry of the United States in Machinery, Manufactures and Useful and Applied Arts, compiled from the Official Reports of Messrs Whitworth and Wallis, London, 1854).
В 1850 году архитектору Эдуарду Уолтерсу было поручено построить здание «Ели для Уитворта». Это был грандиозный особняк в Фаллоуфилде (Манчестере), который стоит до сих пор и функционирует в качестве Chancellors Hotel & Conference Centre.

## Изобретения
В 1830-х годах Уитворт популяризировал метод производства точных плоских поверхностей (см. Поверочная плита) при помощи высоко-пигментных паст, используемых для более плотного прилегания двух или более компонентов. Это достигалось применением инженерной голубой пигментной пасты и шаберов. До внедрения его метода другие способы получения полированных поверхностей были не такими точными. Внедрение такого метода привело к буму производства высокоточной измерительной техники и прочих высокоточных механизмов.
В 1840 году Уитворт создал свою технологию измерения в технике и назвал её «окончательное измерение», в ней использовались точная плоская поверхность и винт измерения, оба компонента его собственной разработки. Эта система, с точностью измерения до одной миллионной доли дюйма (25 нанометров), была продемонстрирована на Всемирной выставке 1851 года. Две измерительные машины этой системы, датированные «Whitworth 1855», экспонируются в Лондонском музее науки.
В 1841 году Уитворт разработал стандарт для мелкой резьбы с фиксированным углом канавки 55° и имеющей стандартный шаг для данного диаметра. Это нововведение вскоре стало первым национальным стандартом, его приняли железнодорожные компании, которые ранее использовали различные ре́зьбы. Стандарт был применён повсеместно, позже он стал одним из британских стандартов и назывался Британский стандарт Уитворта (сокращённо BSW), и регулируется системой британских стандартов 84:1956 (последнее переиздание — 84:2007).

## Винтовка Уитворта
Уитворт был уполномочен Военным Отделом британского правительства спроектировать замену для винтовки Энфилда образца 1853 года калибра 0,577 дюйма (14,66 мм), недостатки которой выявились во время недавней крымской войны. У винтовки Уитворта был меньше калибр — 0,451 дюйма (11 мм), ствол был шестиугольным, винтовка стреляла шестигранной пулей и скорость вращения пули была значительно выше, во время стрельбы пуля делала один оборот на двадцать дюймов. Во время тестов в 1859 году Винтовка Уитворта превзошла «Энфилд» по всем характеристикам. 23 апреля 1859 года о тесте сообщили в Таймс как о большом успехе. Однако, ствол нового дизайна, как было установлено, быстро загрязнялся, также винтовка Уитворта была в четыре раза дороже «Энфилда» в производстве, поэтому она была отклонена британским правительством. Некоторое количество винтовок Уитворта попали к Конфедерации в американской гражданской войне, где их назвали «Снайперами Уитворта».

## Другие изобретения
Уитворт также разработал полевую нарезную пушку с затворной коробкой (казёнником) калибра 2,75 дюйма (70 мм), использующую снаряды весом 12 фунтов 11 унций (5,75 кг) и дальностью стрельбы около шести миль (10 км). Спирально-рифлёный снаряд был запатентован в 1855 году. Это орудие было отвергнуто британской армией, военачальники которой предпочитали оружие от У. Дж. Армстронга, но оно использовалось в американской гражданской войне.
При попытке увеличить разрывную прочность стволов своего оружия, Уитворт запатентовал процесс, названный им «жидко сжатая сталь» — метод литья и прессовки стали под давлением, и построил новый металлургический завод в районе Манчестера. Некоторые из его отливок были продемонстрированы на Всемирной Выставке в Париже в 1883 году.